# Efferia forbesi
Efferia forbesi este o specie de muște din genul Efferia, familia Asilidae. A fost descrisă pentru prima dată de Mary Katherine Curran în anul 1931.
Este endemică în Puerto Rico. Conform Catalogue of Life specia Efferia forbesi nu are subspecii cunoscute.